# واچه نالباندیان
واچه (واچیک) سمباتی نالباندیان (ارمنی: Վաչե (Վաչիկ) Սմբատի Նալբանդյան؛ زادهٔ ۲۵ فوریهٔ ۱۹۱۹ - درگذشته ۲۸ فوریهٔ ۱۹۹۸) یک تاریخ‌نگار ادبی و آکادمیسین اهل ارمنستان بود.

## زندگی‌نامه
در ۲۵ فوریهٔ ۱۹۱۹ در نور بایزیت به دنیا آمد و از دانشگاه دولتی ایروان (۱۹۴۱) فارغ‌التحصیل شد. وی عضو اتحادیه نویسندگان ارمنستان و فرهنگستان ملی علوم ارمنستان بود. وی همچنین برنده نشان جنگ میهنی (درجه دو) و دانشمند شایسته ارمنستان شوروی شده است. وی در ۲۸ فوریهٔ ۱۹۹۸ در سن ۷۹ سالگی در ایروان درگذشت.

## یادداشت
1. ↑  բանասիրական գիտությունների դոկտոր
2. ↑  հայ բանասիրության ֆակուլտետ